# Tadeusz Trębacz
Tadeusz Trębacz (ur. 25 lipca 1933 w Młoszowej, zm. 14 sierpnia 2024) – polski działacz kultury, aktywny na Żywiecczyźnie, autor kilku publikacji z zakresu kultury i sztuki ludowej.

## Życiorys
Urodził się 25 lipca 1933 roku w Młoszowej jako syn Stanisława i Marii (z domu Feliksik). Ukończył Liceum Ogólnokształcące w Chrzanowie (1951) oraz kurs pedagogiczny. W 1978 roku ukończył studia na Uniwersytecie Jagiellońskim. W dzieciństwie uczył się gry na skrzypcach (u Leona Jaglarza) a odbywając zasadniczą służbę wojskową (wojska lotnicze w Łowiczu) opanował grę na akordeonie (prowadził w wojskach lotniczych zespół pieśni i tańca).
W 1951 roku podjął pracę w Szkole Podstawowej w Rudawie (gm. Zabierzów) oraz jako instruktor artystyczny w Domu Harcerza w Żywcu (prowadził teatrzyk dziecięcy, zespoły wokalne i instrumentalne – także na obozach harcerskich). Następnie był zastępcą kierownika Domu Kultury Młodzieży i Dorosłych w Żywcu. Od 1 września 1958 roku był zastępcą inspektora ds. kultury w Prezydium PRN w Żywcu. W latach 1975–1990 był dyrektorem Wydziału Kultury Urzędu Wojewódzkiego w Bielsku-Białej. W czerwcu 1990 r. przeszedł na emeryturę.
Współpracował z ZMW, ZHP, ZMS oraz Kołami Gospodyń Wiejskich i Ochotniczymi Strażami Pożarnymi w zakresie rozwoju placówek kulturalnych i zespołów artystycznych a zwłaszcza Gminnych Ośrodków Kultury. Wspierał i nobilitował twórców ludowych w regionie. Współtworzył regionalne imprezy i festiwale, m.in. „Żywieckie Gody”, Festiwal Górali Polskich, Wawrzyńcowe Hudy w Ujsołach, Babiogórska Jesień w Zawoi, Wojewódzki Przegląd Orkiestr Dętych, Międzynarodowy Festiwal Teatrów Lalek, Tydzień Kultury Beskidzkiej i Festiwal Folkloru Ziem Górskich. Był współorganizatorem (i scenarzystą) obchodów 700-lecia miasta Żywca.
Współorganizował Państwową Szkołę Muzyczną 1. stopnia w Żywcu, Powiatową Poradnię Pracy Kulturalno-Oświatowej, Miejską Orkiestrę Kameralną, chór młodzieżowy (Domu Kultury Młodzieży i Dorosłych), Chór „Akord”, Zespół Wokalny Sekcji Emarytów ZNP, cykl imprez „Jaworzański Wrzesień w Jaworzu”. Był współzałożycielem „Gazety Żywieckiej” i redaktorem naczelnym „Kalendarza Żywieckiego”.
Był Honorowym Członkiem TMZŻ oraz laureatem Nagrody „Powsinoga Beskidzki”.
Zmarł 14 sierpnia 2024 roku.

## Odznaczenia i uhonorowania
- Krzyż Kawalerski Orderu Odrodzenia Polski[1]
- Krzyż za Zasługi dla ZHP[1]

Za swoją pracę otrzymał: Nagrodę im. Karola Miarki (1996), Nagrodę Przewodniczącego Głównego Komitetu Turystyki, Nagrodę Artystyczna II st. Ministra Kultury i Sztuki za osiągnięcia w upowszechnianiu twórczości ludowej i folkloru, Nagrodę im. Wł. Orkana, Nagrodę Marszałka Województwa Śląskiego, Medal za zasługi dla Żywca, Złotą odznakę Honorową z wieńcem laurowym Polskiego Związku Chórów i orkiestr, złote odznaki: Zasłużony dla Ziemi Krakowskiej, Zasłużony dla Województwa Śląskiego, Zasłużony dla ZNP, Zasłużony Działacz Kultury.

## Publikacje
- „Hej ode wsi do miasta”[8]
- „Historia kultury Żywiecczyzny. Wybór źródeł”[4][9]
- „Kto cię tu prosił?”[10]

Liczne artykuły m.in. w: Karta Groni, Gronie, Nad Sołą i Koszarawą.